# Гута-Блищановская
Гута-Блищановская (укр. Гута-Блищанівська) — село в Дунаевецком районе Хмельницкой области Украины.
Население по переписи 2001 года составляло 34 человека. Почтовый индекс — 32456. Телефонный код — 3858. Занимает площадь 0,274 км². Код КОАТУУ — 6821882402.

## Местный совет
32456, Хмельницкая обл., Дунаевецкий р-н, с. Гута-Яцковецкая